# گورستان ناراب
گورستان ناراب مربوط به هزاره اول قبل از میلاد است و در شهرستان سرآب، بخش مرکزی، دهستان صائین، ضلع جنوبی روستا، چسبیده به مدرسه روستا واقع شده و این اثر در تاریخ ۶ اسفند ۱۳۸۵ با شمارهٔ ثبت ۱۷۵۱۴ به‌عنوان یکی از آثار ملی ایران به ثبت رسیده است.